# Ignacy Przybyłkiewicz
Ignacy Przybyłkiewicz (ur. 1846 zm. 7 kwietnia 1898 w Tarnowie) − nauczyciel, propagator kultury fizycznej, współtwórca tarnowskiego gniazda Towarzystwa Gimnastycznego „Sokół” i założyciel Towarzystwa Cyklistów, działacz patriotyczny, powstaniec styczniowy.

## Życiorys
Urodził się 16 lipca 1846 we Lwowie (według innej wersji w  Dukli). Był synem Feliksa (według innego źródła jego ojcem był Antoni, powstaniec listopadowy). Brał udział w powstaniu styczniowym. 
Kształcił się w C. K. I Gimnazjum w Rzeszowie, gdzie 20 lipca 1868 zdał egzamin dojrzałości. Studiował na wydziale filozoficznym Uniwersytetu Jagiellońskiego. Studia skończył w 1874 roku. Przez kolejnych pięć lat uczył w Gimnazjum im. Kazimierza Brodzińskiego w Tarnowie, w latach 1879−1882 w Gimnazjum św. Anny w Krakowie. Następnie został ponownie przeniesiony do Tarnowa. Od 1883 prowadził w tarnowskim gimnazjum zajęcia gimnastyczne. Stało się to jego pasją, już w następnym roku doprowadził do otwarcia w mieście pierwszego poza Lwowem gniazda Towarzystwa "Sokół", zostając w nim kierownikiem ćwiczeń gimnastycznych. Był również korespondentem "Przewodnika Gimnastycznego Sokół", wygłaszał odczyty o kulturze fizycznej, pisał do miejscowych gazet. W związku z jego mocno podkreślanym patriotyzmem jeszcze w 14 września 1884 austriackie władze szkolne podjęły decyzję o służbowym przeniesieniu Przybyłkiewicza do C. K. Gimnazjum w Sanoku. Ponieważ nie chciał opuszczać Tarnowa, zrezygnował z pracy w szkole, przyjmując posadę kasjera w Kasie Oszczędności.
Był również organizatorem pierwszego w Tarnowie wypoczynku letniego młodzieży (w tym pochodzącej z biednych rodzin i żydowskiej), organizowanego w formie korpusów wakacyjnych. Dzięki jego inicjatywom w miejscowym "Sokole" powstały sekcje: szermierska, łyżwiarska, strzelecka, turystyczna i kolarska. Propagując ten ostatni sport założył w Tarnowie Towarzystwo Cyklistów. Pozyskał dla swych idei księcia Eustachego Sanguszkę, który przekazał Towarzystwu plac do ćwiczeń położony w pobliżu dworca kolejowego. Obecnie znajduje się tam stadion piłkarski klubu MKS Tarnovia.
Ignacy Przybyłkiewicz zmarł w wyniku choroby nowotworowej 7 kwietnia 1898 roku i został pochowany na tarnowskim Starym Cmentarzu. Jego imię otrzymały planty miejskie (obecnie im. Józefa Jakubowskiego), a w 1931 roku jedna z ulic w dzielnicy Strusina.